# Eternal Fighter Zero
Eternal Fighter Zero (thường được gọi tắt là EFZ) là một trò chơi điện tử đối kháng dōjin trên Microsoft Windows do Twilight Frontier sản xuất, lấy các nhân vật trong các visual novel MOON., ONE ~Kagayaku Kisetsu e~, Kanon và AIR để thiết lập. Mặc dù các nhân vật trong game đều lấy từ visual novel, nhiều kỹ năng đặc biệt và hệ thống điều khiển được xây dựng dựa trên các game đối kháng như Street Fighter, King of Fighters và Guilty Gear. Người chơi có thể dự cho chọn lựa nhât vật nhập vai, chiến đấu với nhân vật do máy tự chọn và điều khiển hoặc nhân vật do người chơi thứ hai chọn. Có nâm phiên bản của trò chơi được ra mắt theo thời gian, đó là: Eternal Fighter Zero, Eternal Fighter Zero -RENEWAL-, Eternal Fighter Zero: Blue Sky Edition, Eternal Fighter Zero: Bad Moon Edition và Eternal Fighter Zero -Memorial-.